# Louis Claes
Louis Théophile Claes (Lubbeek, 20 oktober 1861 - Leuven, 29 augustus 1920) was een Belgisch volksvertegenwoordiger.

## Levensloop
Van beroep ijzerdraaier, werd hij algemeen beheerder van de samenwerkende maatschappij De Proletaar.
Hij werd verkozen tot gemeenteraadslid van Leuven van 1895 tot 1899 en van 1903 tot 1907.
Hij werd socialistisch volksvertegenwoordiger op 5 december 1911, maar nam al op 2 juni 1912 ontslag. 